# Eucynorta transversalis
Eucynorta transversalis is een hooiwagen uit de familie Cosmetidae.